# 3000e à 2501e millénaires avant le présent
Aube de l'humanité |
4000e à 3001e millénaires AP |

3000e à 2501e millénaires avant le présent
|
2500e à 2001e millénaires AP |
2000e à 1501e millénaires AP |
1500e à 1001e millénaires AP

Cet article traite de l’histoire évolutive de la lignée humaine entre 3 et 2,5 millions d’années avant le présent (AP). Durant cette période, la lignée des Australopithèques semble donner naissance en Afrique de l'Est à deux nouvelles lignées empruntant des voies écologiques divergentes, les Paranthropes et les Humains. En fin de période apparait l'industrie lithique oldowayenne.

## Évènements

### Pliocène

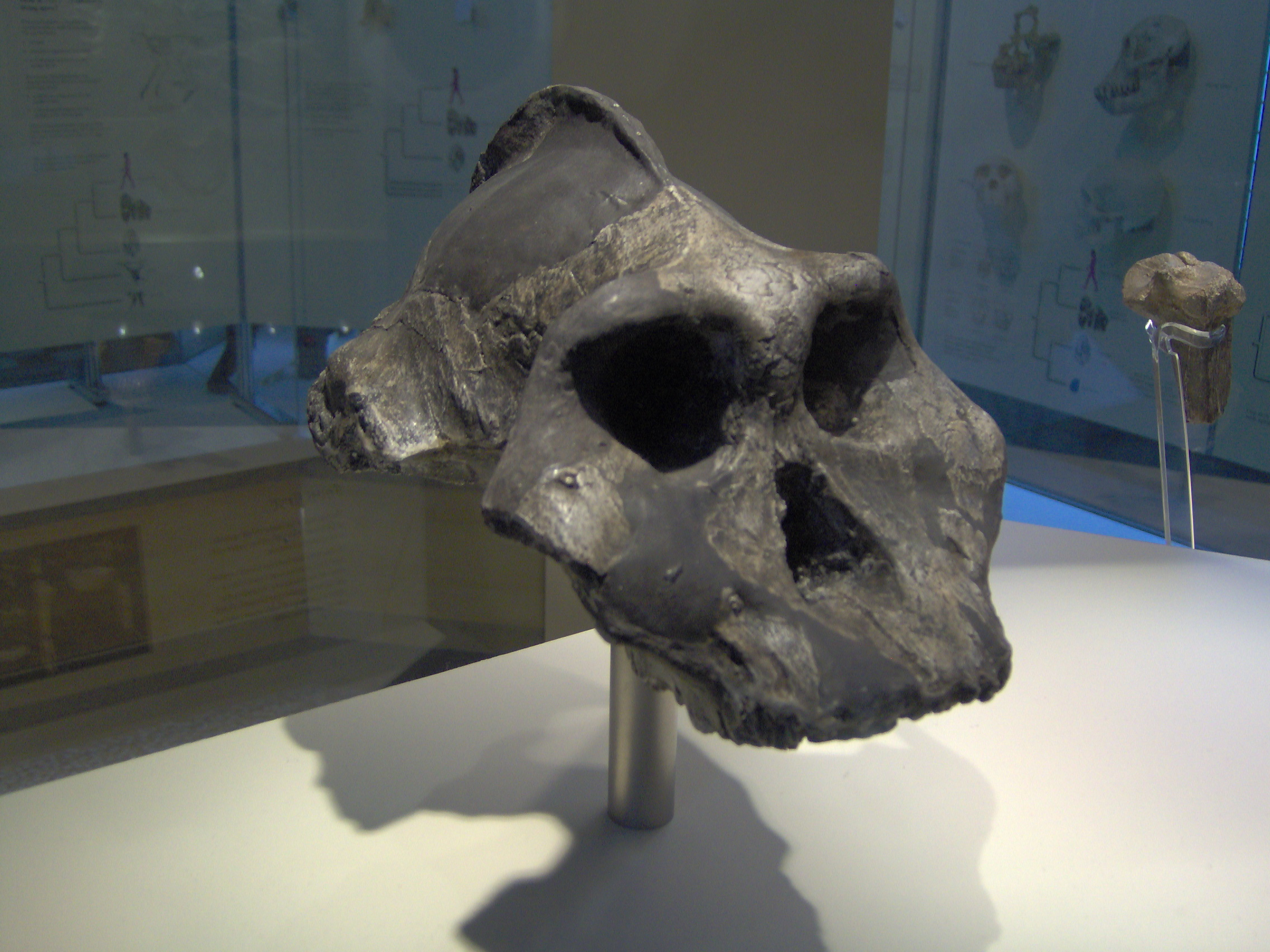
Paranthropus aethiopicus : le Crâne noir

- De 3 à 2 millions d’années avant le présent (AP) : une évolution climatique entraine en Afrique de l'Est une baisse des précipitations et réduit les espaces arborés, qui laissent la place à des savanes ouvertes. À partir de 2,7 millions d’années, les documents fossiles révèlent l'existence concomitante en Afrique de plusieurs espèces d’hominines. Une divergence évolutive semble s’être produite dans la lignée des Australopithèques, un premier segment évoluant vers le genre Homo et aboutissant finalement à Homo sapiens, un autre segment donnant le genre Paranthropus, qui finira par s’éteindre sans descendance. Ce dernier comprend les espèces Paranthropus robustus, en Afrique australe, Paranthropus aethiopicus et Paranthropus boisei, en Afrique de l'Est. L’hypothèse généralement avancée est que les deux lignées ont recouru à des solutions adaptatives divergentes face à l’aridité croissante. Les Paranthropes diffèrent des Australopithèques par l'ampleur de leurs molaires, de leurs mâchoires et de leurs muscles masticateurs, qui laissent supposer un régime alimentaire spécialisé orienté vers des végétaux coriaces. Ils s’éteignent il y a environ 1,4 million d’années. Les représentants du genre Homo (Homo habilis, Homo rudolfensis, Homo gautengensis, Homo naledi) incluent à l'inverse de plus en plus de viande dans leur alimentation, probablement acquise principalement par charognage. Leur denture s'affine, leur volume cérébral s’accroit et ils commencent à utiliser un outillage en pierre taillée[1].

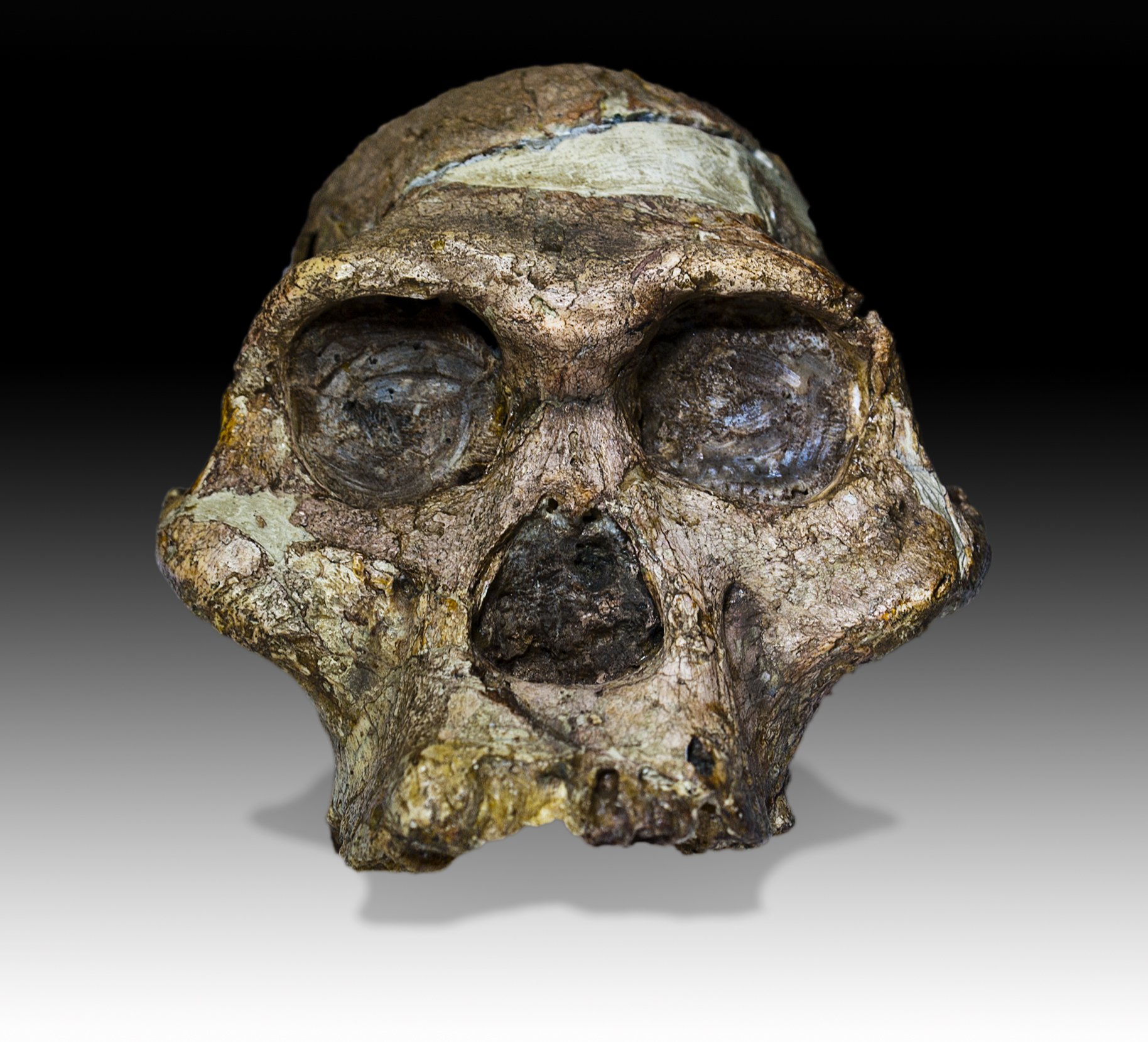
Australopithecus africanus : Mrs. Ples

- De 2,8 à 2,3 millions d’années AP : Australopithecus africanus est connu depuis 1925 en Afrique du Sud par de nombreux fossiles trouvés à Makapansgat et dans les grottes du Gauteng, près de Johannesbourg. Il possède un cerveau légèrement plus volumineux qu'Australopithecus afarensis, mais ses molaires sont toujours de grande taille. Aucun outil n’a été trouvé associé aux restes fossiles d’Australopithecus africanus.

- 2,8 millions d’années AP : LD 350-1, un fragment de mandibule fossile daté de 2,75 à 2,8 millions d'années, découvert en 2013 à Ledi-Geraru, dans la région de l'Afar, dans le nord de l’Éthiopie, combine des traits primitifs présents chez les Australopithèques avec des traits caractéristiques du genre Homo, notamment des molaires de taille réduite. Il est considéré comme le plus ancien fossile connu du genre Homo[1].

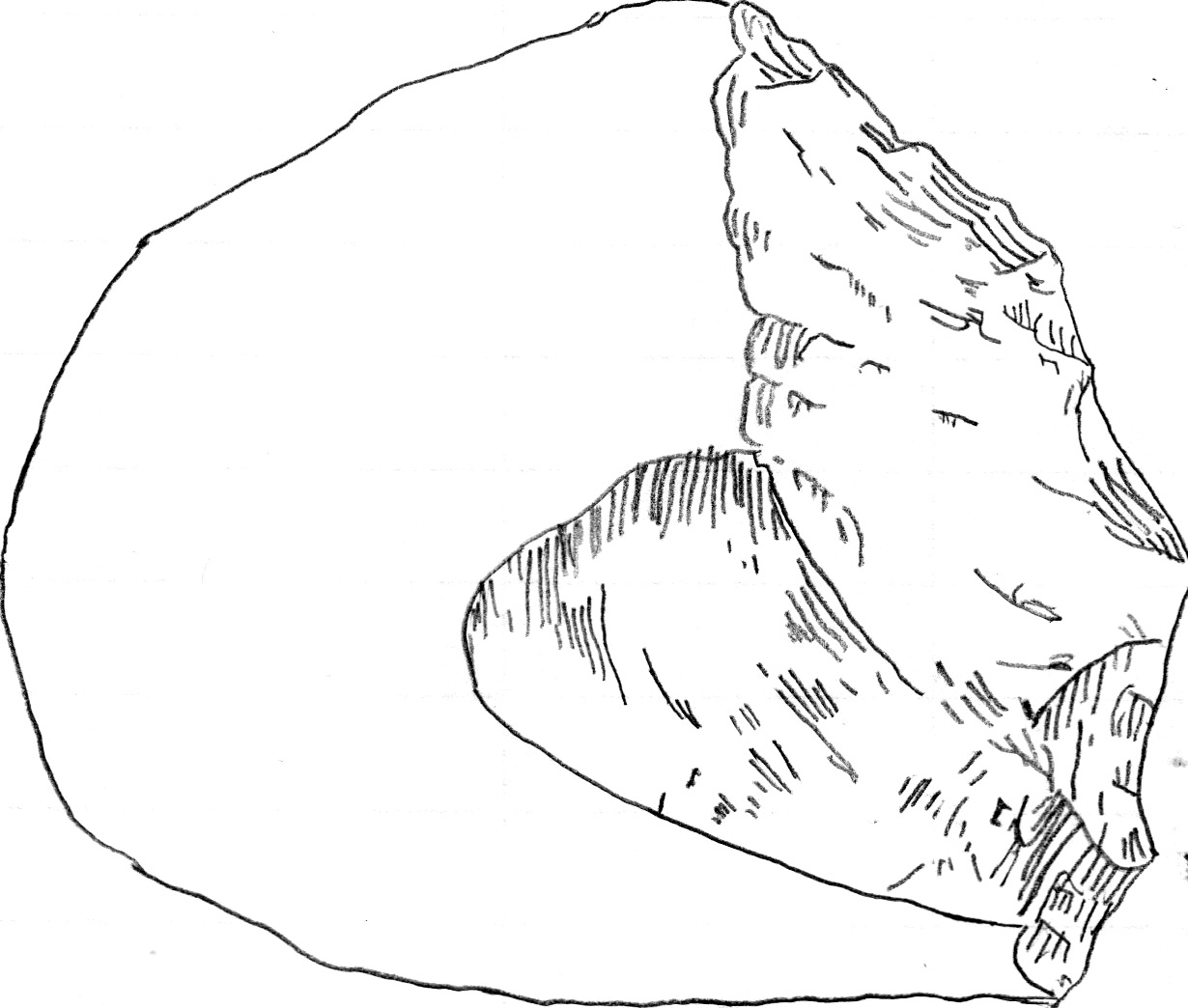
croquis d'un galet aménagé découvert dans les gorges d'Olduvai en Tanzanie

- 2,7 millions d’années AP : quatre os fossiles d'animaux, datés d’environ 2,7 millions d’années, présentent des traces de découpe et de percussion, sur le site de Masol, près de Chandigarh, en Inde[2]. Un galet aménagé de type oldowayen a été découvert en 2017 en place dans sa couche stratigraphique. Il est daté du même âge que les ossements fossiles[3].

- 2,55 millions d’années AP : outils de pierre, galets taillés découverts à Kada Gona, en Éthiopie. Ces outils sont taillés en détachant par façonnage des éclats sur une seule face ou sur deux faces. Ils ne sont pas associés à une espèce particulière d’hominines[4]. Ils marquent le début de l'Oldowayen, culture du Paléolithique inférieur, qui s'étage entre 2,55 et 1,3 million d'années environ. Premières preuves attestées de consommation de viande (de petits animaux, mais aussi d'éléphants, rhinocéros, buffles, girafes, probablement charognés). Les outils en pierre découvert à Kada Gona, en Éthiopie, l’ont été à proximité de restes fossiles contemporains d’Australopithecus garhi, qui pourrait en être l’artisan[5].

### Pléistocène
- 2,58 millions d’années AP : début du Gélasien, plus ancien étage géologique du Pléistocène (et du Quaternaire), défini par une inversion du champ magnétique terrestre, dite Gauss-Matuyama, qui fait passer le champ magnétique de normal à inverse.